# Diac

DIAC

El diac o diode for alternating current (díode per corrent altern) és un dispositiu semiconductor de dues connexions. És un díode bidireccional disparable que condueix el corrent elèctric tan sols després d'haver-se superat la seva tensió de sortida, i mentre el corrent circulant no sigui inferior al valor característic per aquest dispositiu.
El comportament és el mateix per a les dues direccions del corrent. La majoria dels DIACS tenen una tensió d'activació al voltant de 30 V. En aquest sentit, el seu comportament és similar (però controlat de forma molt més precisa i a una tensió menor) a una làmpada de neó.
Els DIACS són una classe de tiristor, i es fan servir normalment per a disparar els triacs, una altra classe de tiristors.
Consta de dos terminals, anomenats ànode i càtode. Actua com un interruptor bidireccional el qual s'activa quan el voltatge entre els seus terminals arriba al voltatge de ruptura, aquest voltatge pot estar entre els 20 i els 36 volts segons la referència.
El DIAC és bàsicament una combinació paral·lela inversa de dos terminals de capes de semiconductors que permeten l'encesa en qualsevol direcció. Les característiques dels dispositius mostren que hi ha un voltatge de ruptura en ambdues direccions.
Aquesta possibilitat d'encesa en qualsevol direcció pot ser utilitzada al màxim per aplicacions de corrent altern.